# Хуланьжоші Чжуцзю
Хуланьжоші Чжуцзю (кит.: 呼蘭若尸逐就; д/н — 147) — шаньюй південних хунну в 143—147 роках.

## Життєпис
Про батьків відомості відсутні. Вважається нащадком одного з синів шаньюя, яких регулярно відправляли до ханьської столиці Чан'ань. Отримав ім'я Тулучу або Долук (китайською Доулоучу) Виріс тут, здобувши китайську освіту. 143 року після капітуляції повсталого шаньюя Ченю рішенням імператора Лю Бао призначається новим правителем південних хунну. Взяв ім'я Хуланьжоші Чжуцзю.
Прибув до столиці хунну — Мейдзі. Втім фактично не мав жодної влади. Усіма справами керував дуляо-гянгюнь (урядник) над південними хунну Ма Ші. Останній 144 року придушив рештки повсталих хунну. Потім переміг ухуанів, які знову підкорилися Китаю. Помер шаньюй 147 року. Новим правителем було поставлено Їлінжоші Чжуцю.